# 上魏斯青特山

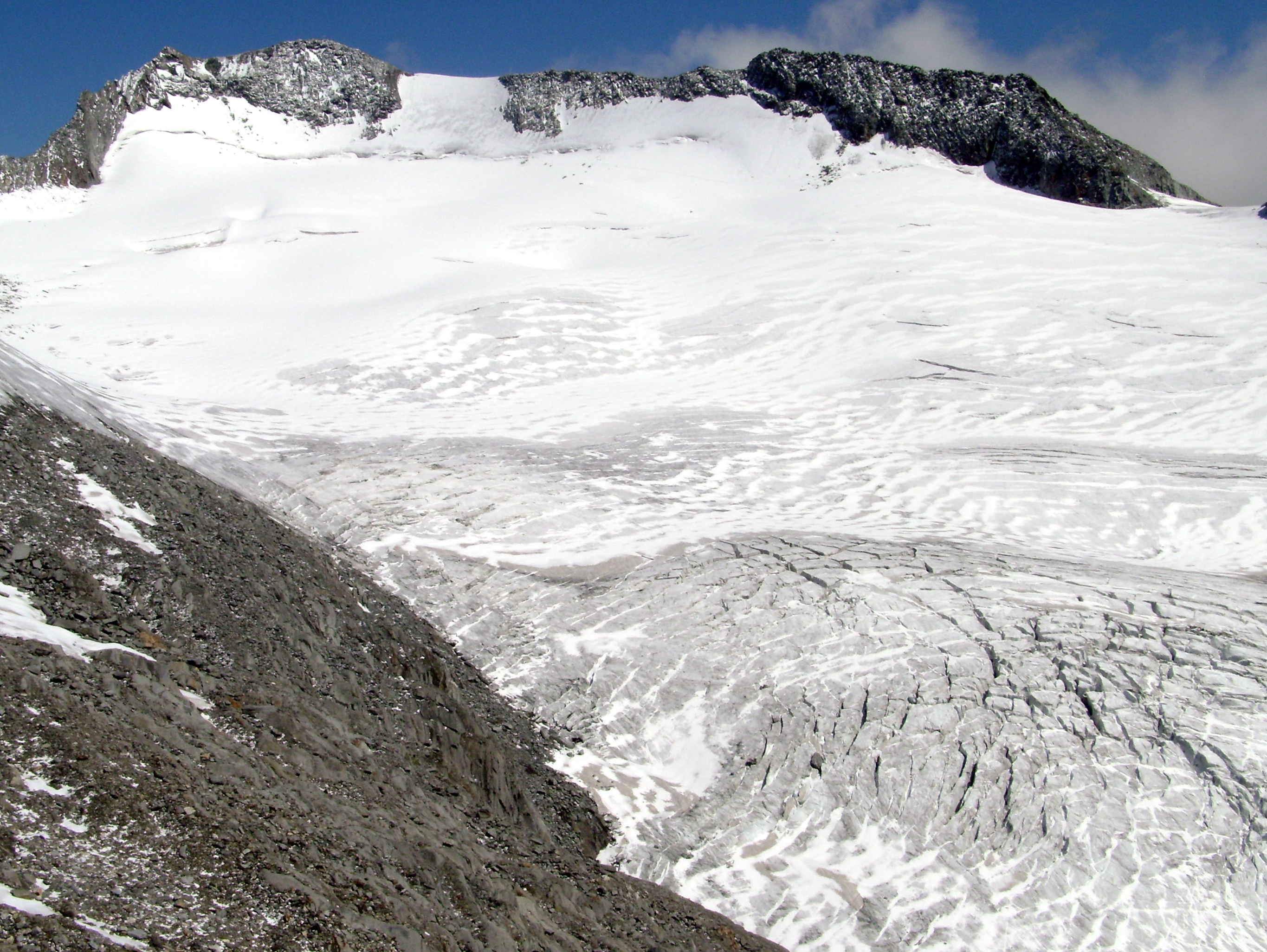

46°58′8″N 11°44′49″E / 46.96889°N 11.74694°E
上魏斯青特山（德語：Hoher Weißzint），是南歐的山峰，位於奥地利和意大利接壤的邊境，屬於齊勒塔爾阿爾卑斯山脈的一部分，海拔高度3,371米，人類在1871年8月8日首次登頂。